# CFR Ialoveni

Un logo mai vechi al echipei

CFR Ialoveni este un club de fotbal din Mileștii Mici, Republica Moldova, care în prezent evoluează în Divizia "B" Centru.
În 2013 clubul a fost redenumit din FC Viișoara Mileștii Mici în CFR Ialoveni.

## Palmares
- Divizia "B" (5) – record: 2003-04, 2007-08, 2008-09, 2009-10, 2012-13